# Veliko Tarnovo (stad)
Veliko Tarnovo (Bulgaars: Велико Търново, ook wel getranslitereerd als Veliko Turnovo) is een stad in het noorden van Bulgarije en het administratief centrum van de oblast Veliko Tarnovo. De stad ligt aan de rivier de Jantra en is bekend als voormalige hoofdstad van het Tweede Bulgaarse rijk en om zijn befaamde architectuur.

## Beschrijving
Naar Veliko Tarnovo wordt dikwijls verwezen als "Stad van de Tsaren". Het oude gedeelte van de stad bevindt zich op drie heuvels, gelegen tussen de meanders van de rivier Jantra: Tsarevets, Trapezitsa en Sveta Gora. Op Tsarevets bevinden zich de paleizen van de vroegere Bulgaarse keizers en van het Patriarchaat, de Patriarchale kathedraal, en ook een aantal administratieve en residentiële gebouwen, omgeven door dikke muren. Trapezitsa is bekend om de vele kerken, en de vroegere woningen van de adel. In de Middeleeuwen was de stad een van de belangrijkste Europese cultuurcentra, en zij gaf haar naam aan de
architectuur en de schilderkunst van de Tarnovo Artistieke School en aan de letterkunde. Nog steeds is Veliko Tarnovo een belangrijk administratief, economisch, opvoedkundig en cultureel centrum van
Noord-Bulgarije.

## Geschiedenis

### Voorgeschiedenis en oudheid

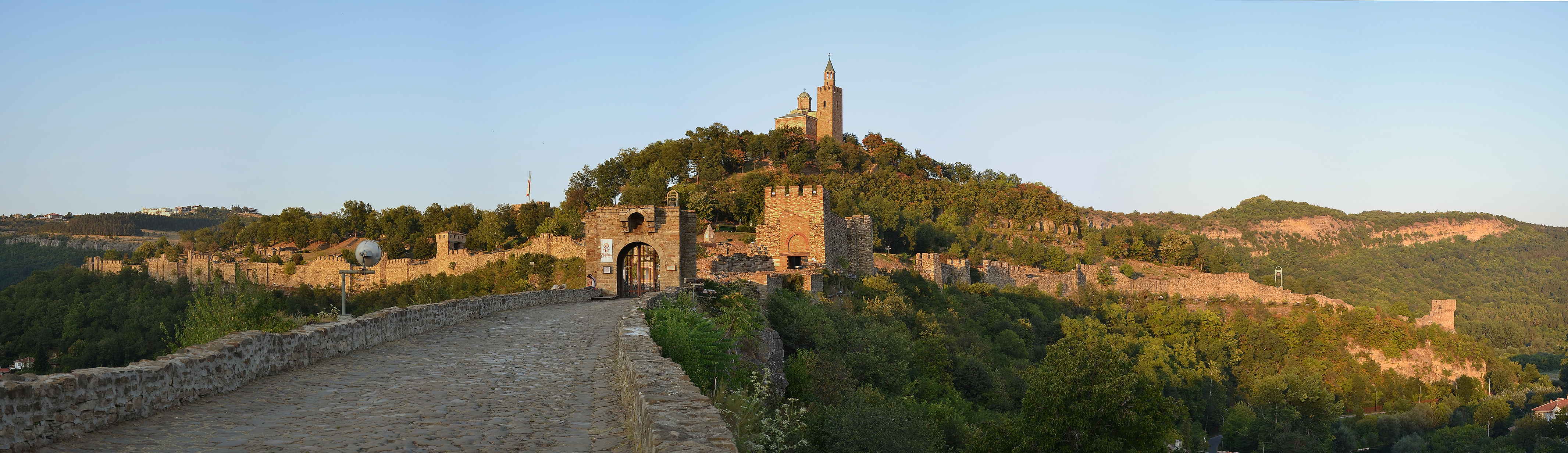
Tsarevets, oftewel de Koningsheuvel

Veliko Tarnovo is een van de oudste nederzettingen in Bulgarije, met een geschiedenis die meer dan 5000 jaar teruggaat.
De eerste sporen van menselijke aanwezigheid, daterend van het 3e millennium voor O.T., werden ontdekt op de heuvel Trapezista.

### Middeleeuwen

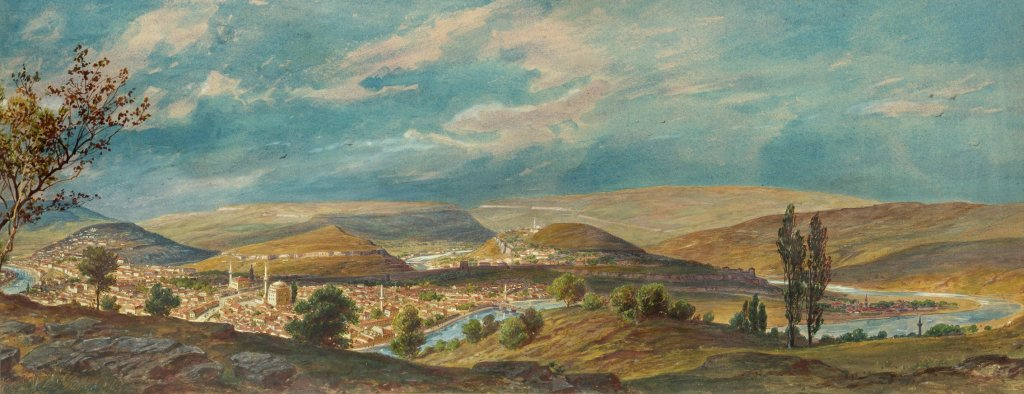

Veliko Tarnovo, oorspronkelijk Tarnovgrad genoemd, groeide snel aan, om van de 12e tot de 14e eeuw de belangrijkste Bulgaarse nederzetting te worden, zowel op politiek, economisch, cultureel als godsdienstig vlak. Door de Bulgaarse klerk Gregory Tsamblak werd Veliko beschreven als "een belangrijke stad, mooi en omgeven door muren, met 12.000 tot 15.000 inwoners".
In de 14e eeuw, tijdens het verval van het Byzantijnse Keizerrijk, werd Tarnovo ook wel het Derde Rome genoemd, vanwege haar culturele invloed in Oost-Europa.
Van 1187 tot 1393 was Tarnovo de hoofdstad van het Tweede Bulgaarse Rijk, als een quasi-cosmopolitische stad, met vele buitenlandse handelaars en afgevaardigden. Zo is bekend dat er een aanzienlijk aantal Armeense, Joodse en Rooms-Katholieke kooplieden woonde, naast een voornamelijk Bulgaarse bevolking. De ontdekking van de hoofden van drie gotische beelden wijst op het toenmalig bestaan van een Katholieke kerk.

### Derde Bulgaarse staat

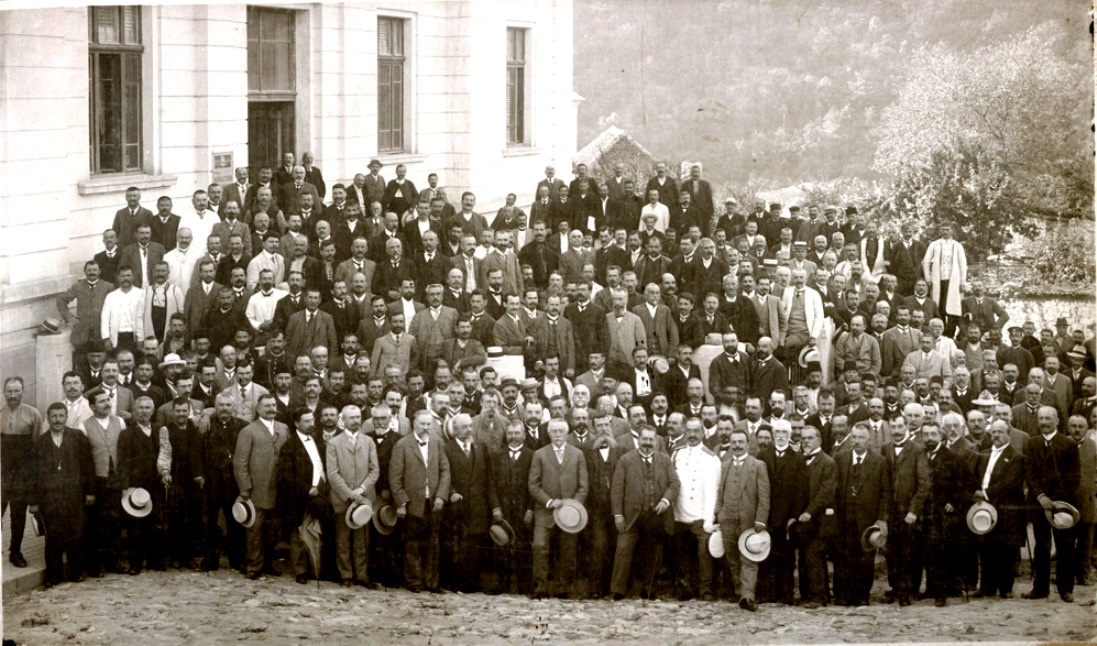
Grote Nationale Vergadering Bulgarije

Ter ere van het verleden van de stad koos Ferdinand I van Bulgarije, de Kerk van de veertig heilige martelaren in Veliko Tarnovo als de plek om op 5 oktober 1908 de volledige onafhankelijkheid van Bulgarije uit te roepen.

## Bevolking

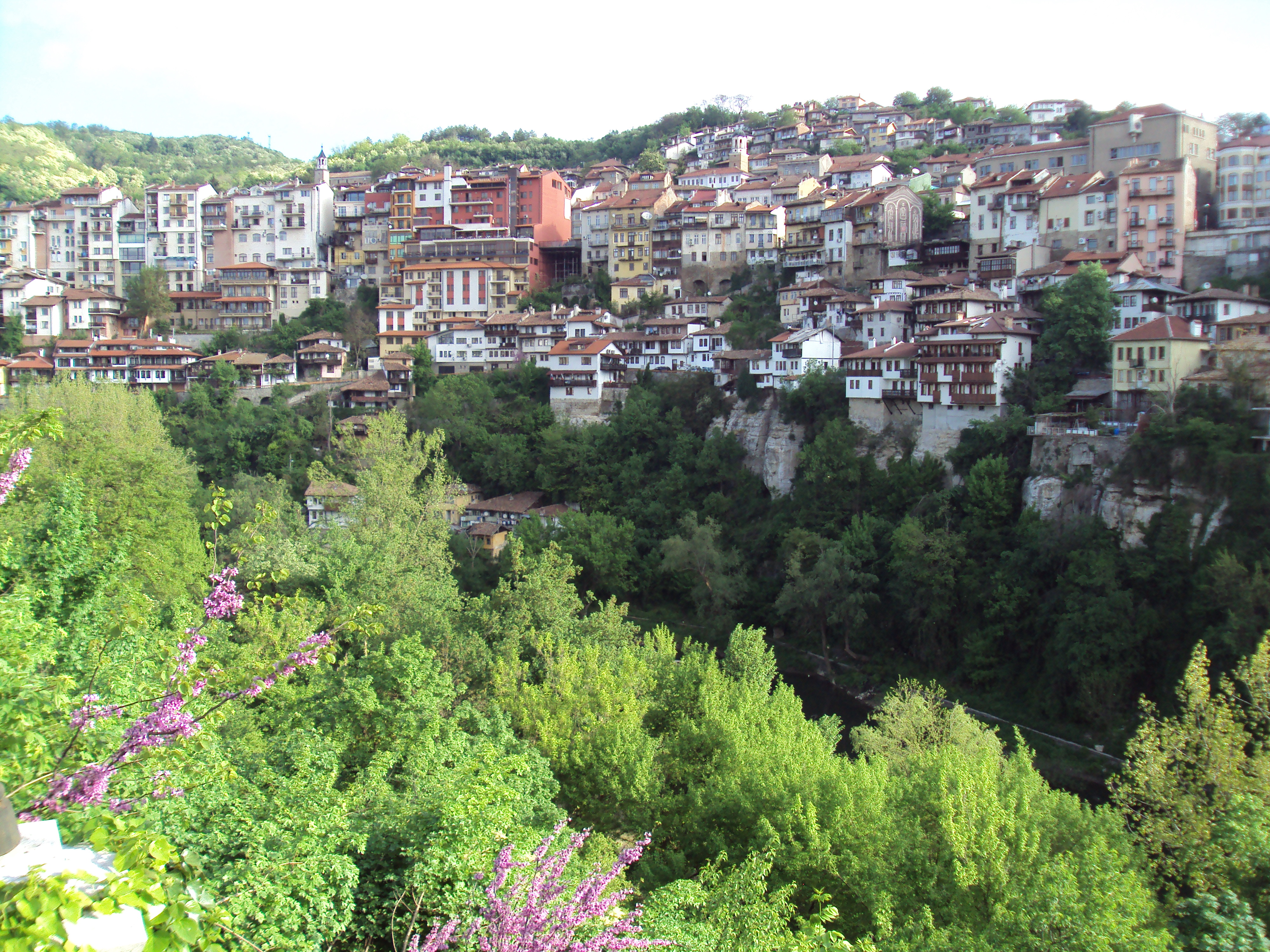
Uitzicht op de stad Veliko Tarnovo

De stad Veliko Tarnovo telde 12.469 inwoners in 1910. Dat aantal nam gestaag toe vanwege intensieve migratie uit het nabijgelegen platteland. In 1985 woonden bijna 70.000 inwoners in de stad, een vervijfvoudiging in slechts 75 jaar tijd. Sinds de val van het communisme schommelt het inwonersaantal tussen de 66.500 en 69.000 personen. De laatste jaren zijn de dunbevolkte dorpen nabij Veliko Tarnovo erg populair onder gepensioneerden uit West-Europa, waaronder ruim 3.000 Britse expats.
Op 31 december 2019 woonden er 86.516 inwoners in de gemeente Veliko Tarnovo, waarvan 68.828 in de stad Veliko Tarnovo zelf. Verder woonden er 3.689 inwoners in het stadje Debelets, 2.055 inwoners in het stadje Kilifarevo en de overige 11.944 inwoners woonden in een van de 86 dorpen op het platteland. Veel dorpen in de regio zeer dunbevolkt en een kwart van de nederzettingen is ontvolkt. Zo werden er eind 2019 zo'n 58 spookdorpen in de oblast geteld, waarvan 23 in de gemeente Veliko Tarnovo.

#### Etniciteit
De bevolking bestaat grotendeels uit etnische Bulgaren (95,5 procent). De Bulgaarse Turken vormen de grootste minderheid met 3,6 procent van de bevolking. Verder is er ook, in tegenstelling tot de rest van Bulgarije, een relatief kleine gemeenschap van de Roma geregistreerd (320 personen, oftewel 0,5 procent).
| stad Veliko Tarnovo     | 59.649  | 2.225  | 320   |
| gemeente Veliko Tarnovo | 75.570  | 3.681  | 595   |
| oblast Veliko Tarnovo   | 211.353 | 15.709 | 3.875 |

## Lokale autoriteiten

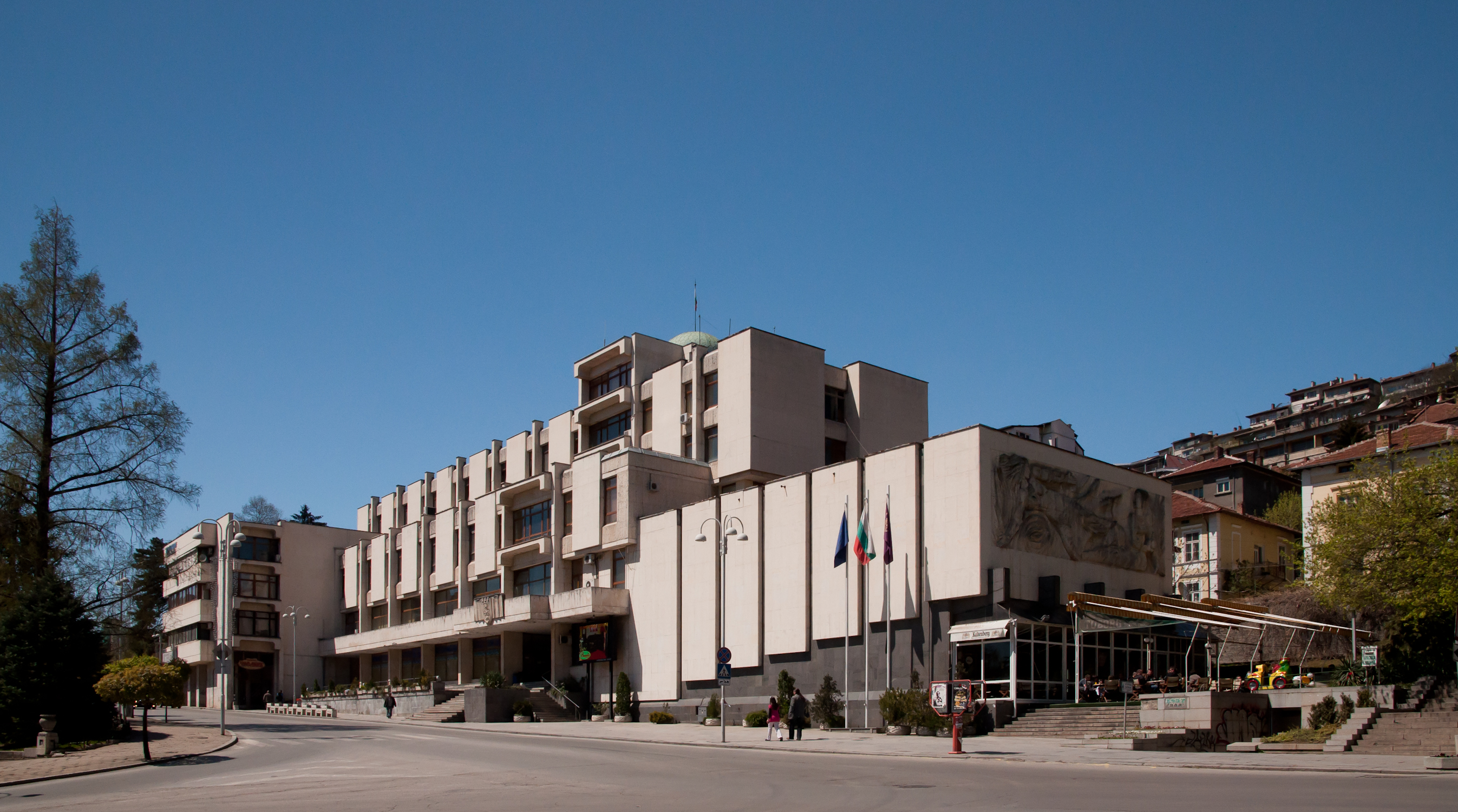
Stadhuis

De stad wordt bestuurd door een burgemeester en een gemeenteraad. De burgemeester heeft drie afgevaardigden, er is een algemene administratie met vijf directoraten en een gespecialiseerde administratie met zeven directoraten.

## Administratieve afdeling
De stad is verdeeld in tien districten

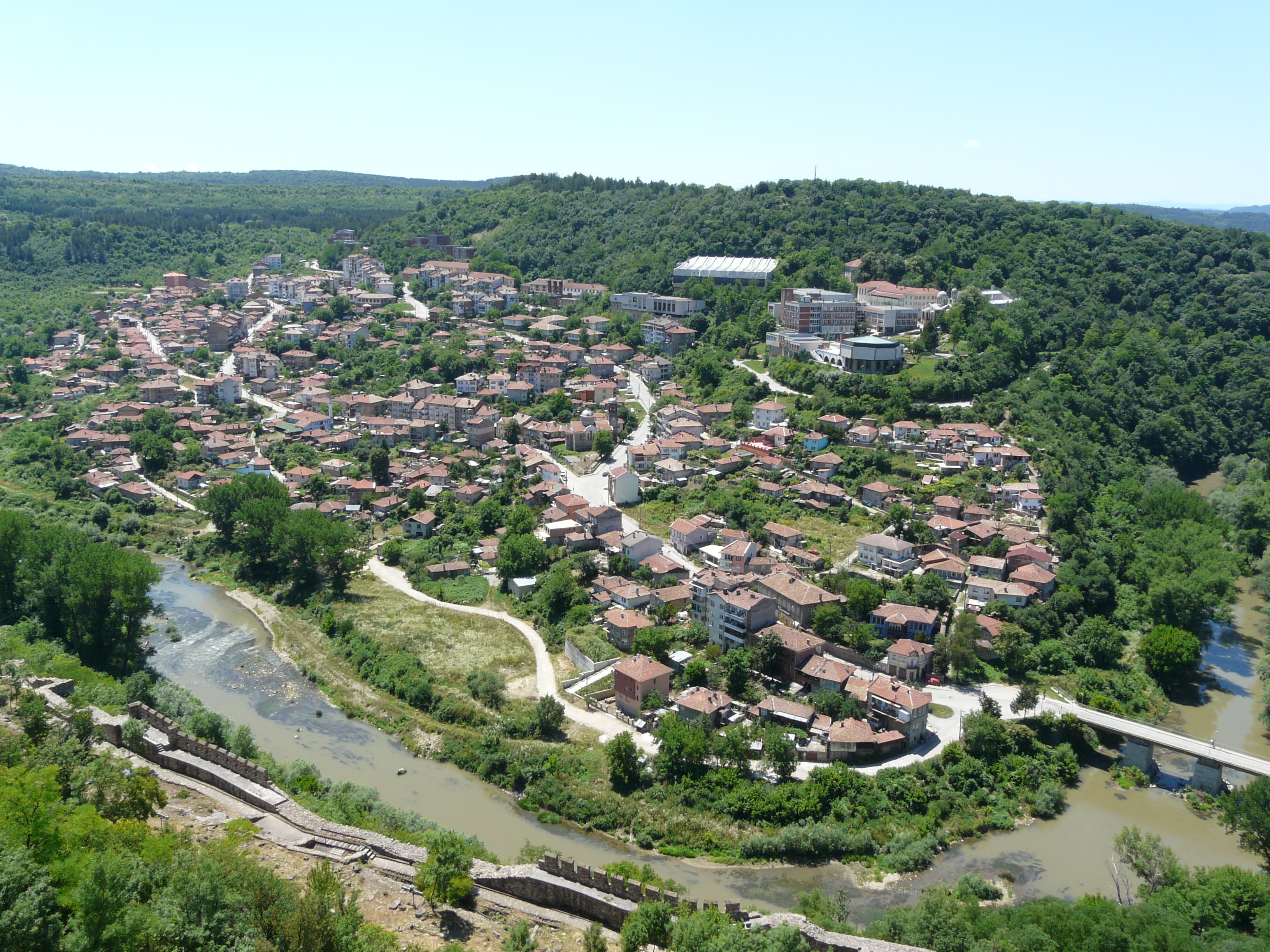
kwart Sveta gora
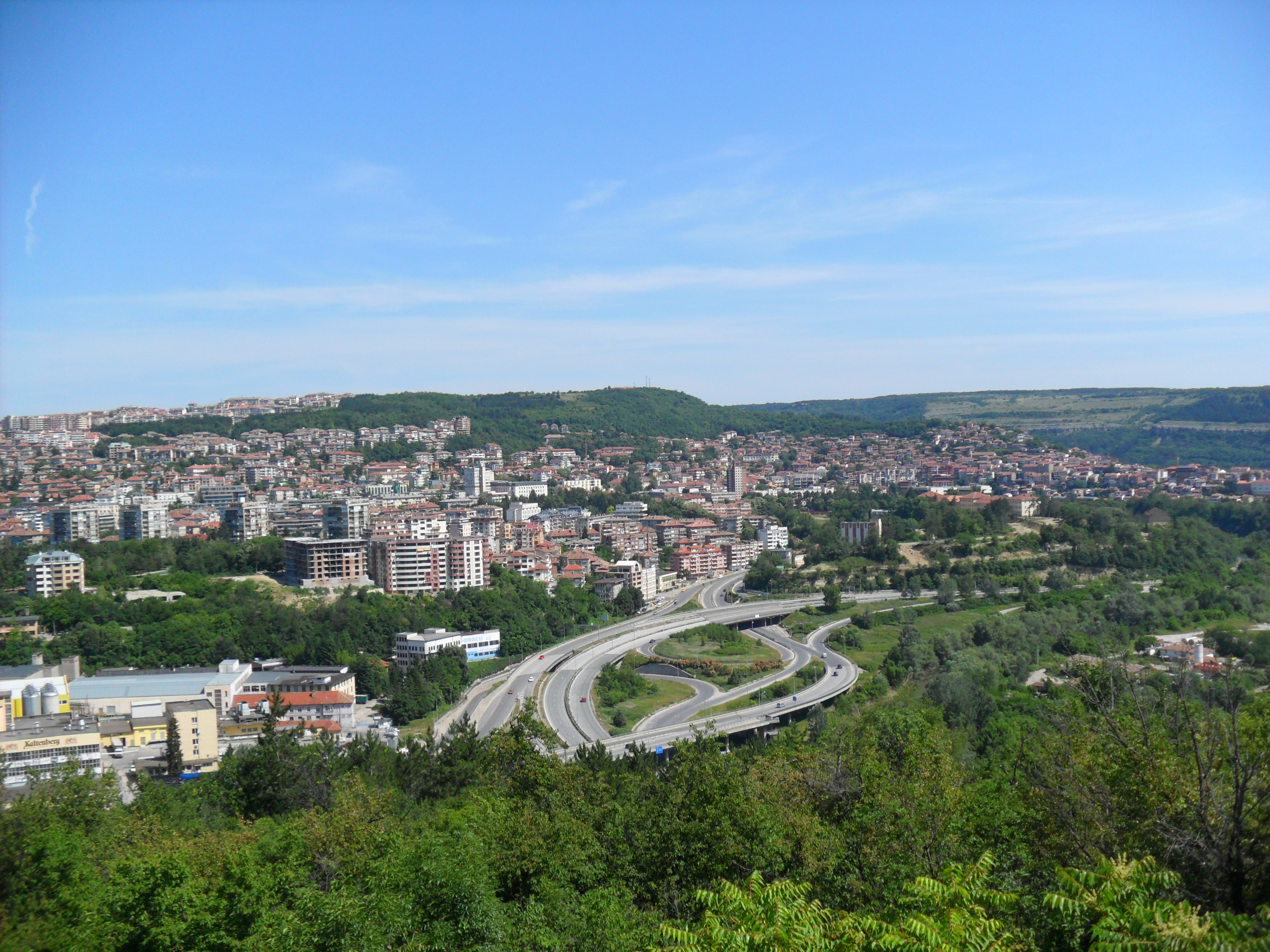
Сentrale regio
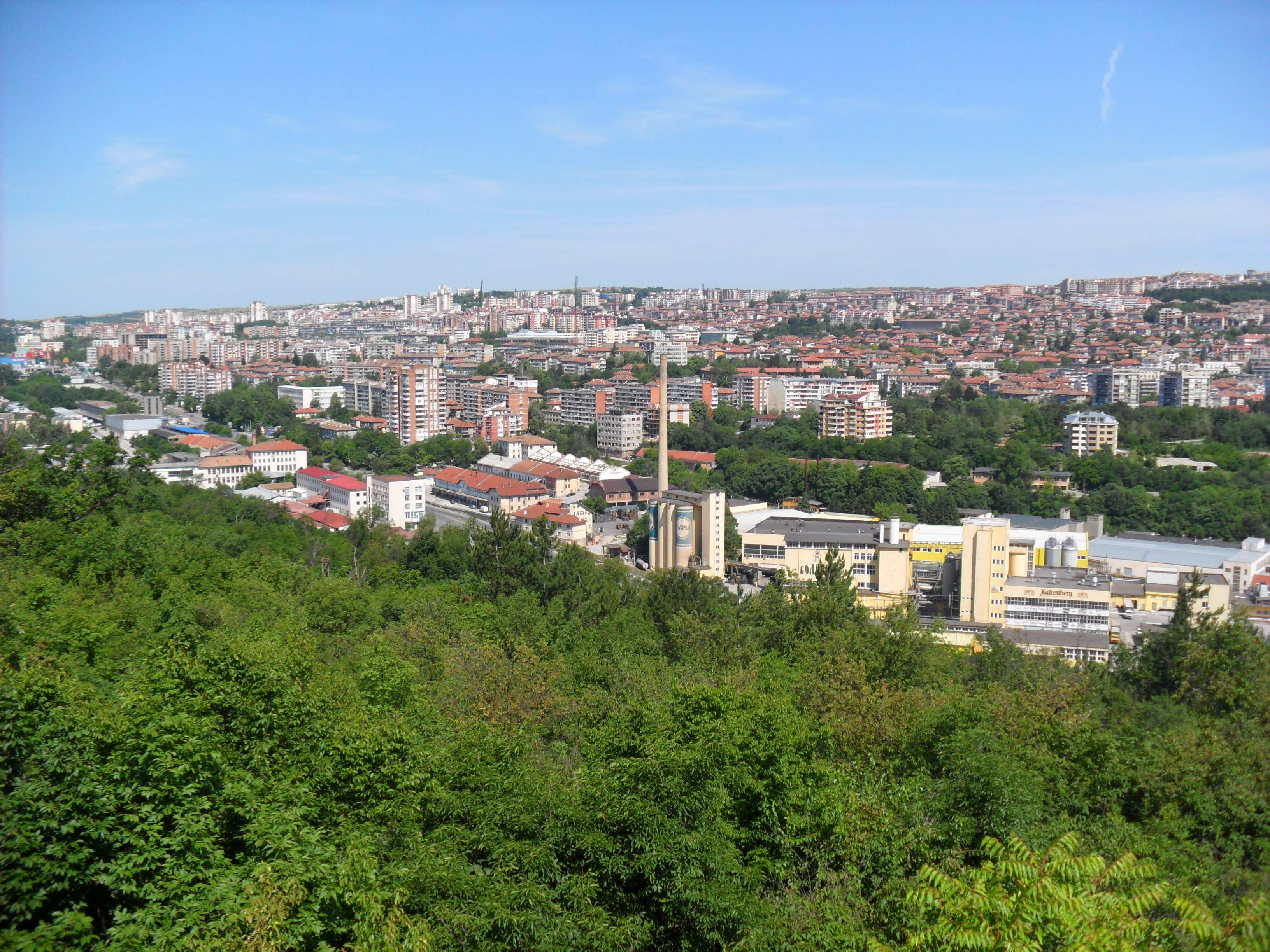
kwart Kolyu Ficheto

## Religie
Een meerderheid van de bevolking van de gemeente Veliko Tarnovo identificeert zichzelf als christenen. Bij de volkstelling van 2011 gaf 83,8 procent van de bevolking aan te behoren tot de Bulgaars-Orthodoxe Kerk. Ongeveer 3,6 procent is islamitisch. De rest bestaat uit atheïsten, protestanten, katholieken en aanhangers van kleinere religies.

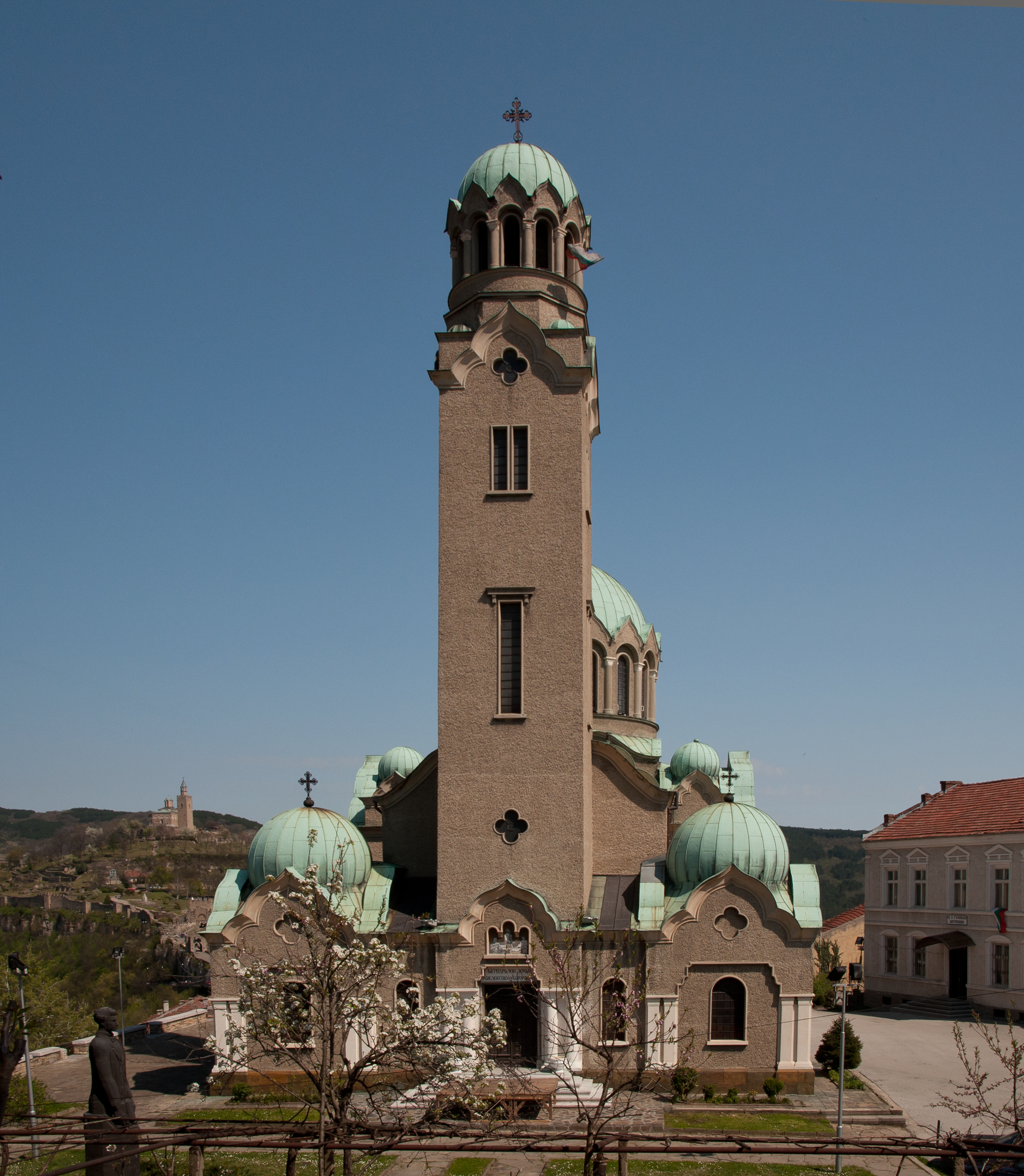
Orthodoxe Geboorte van Mariakerk
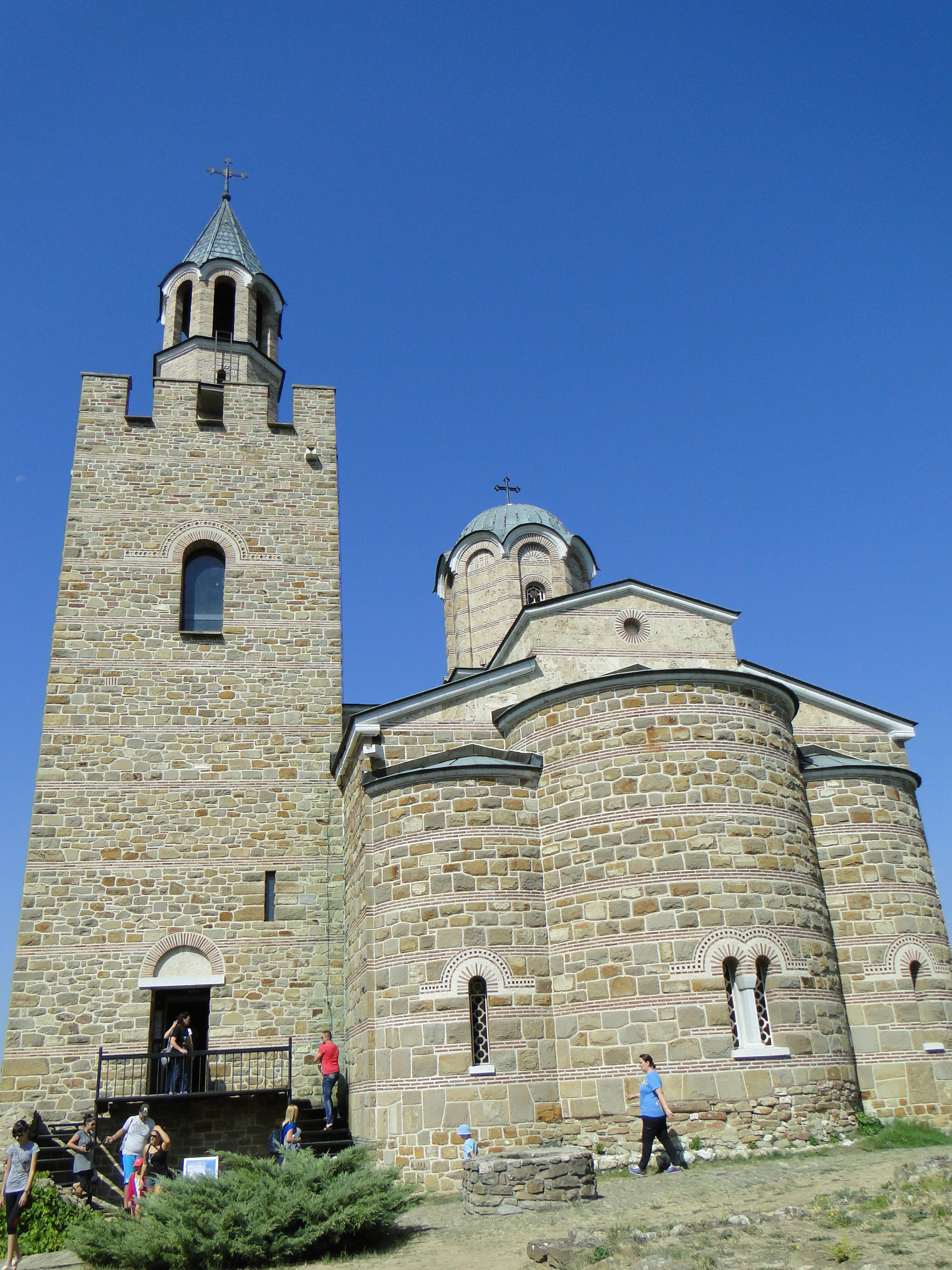
Patriarchale kathedraal
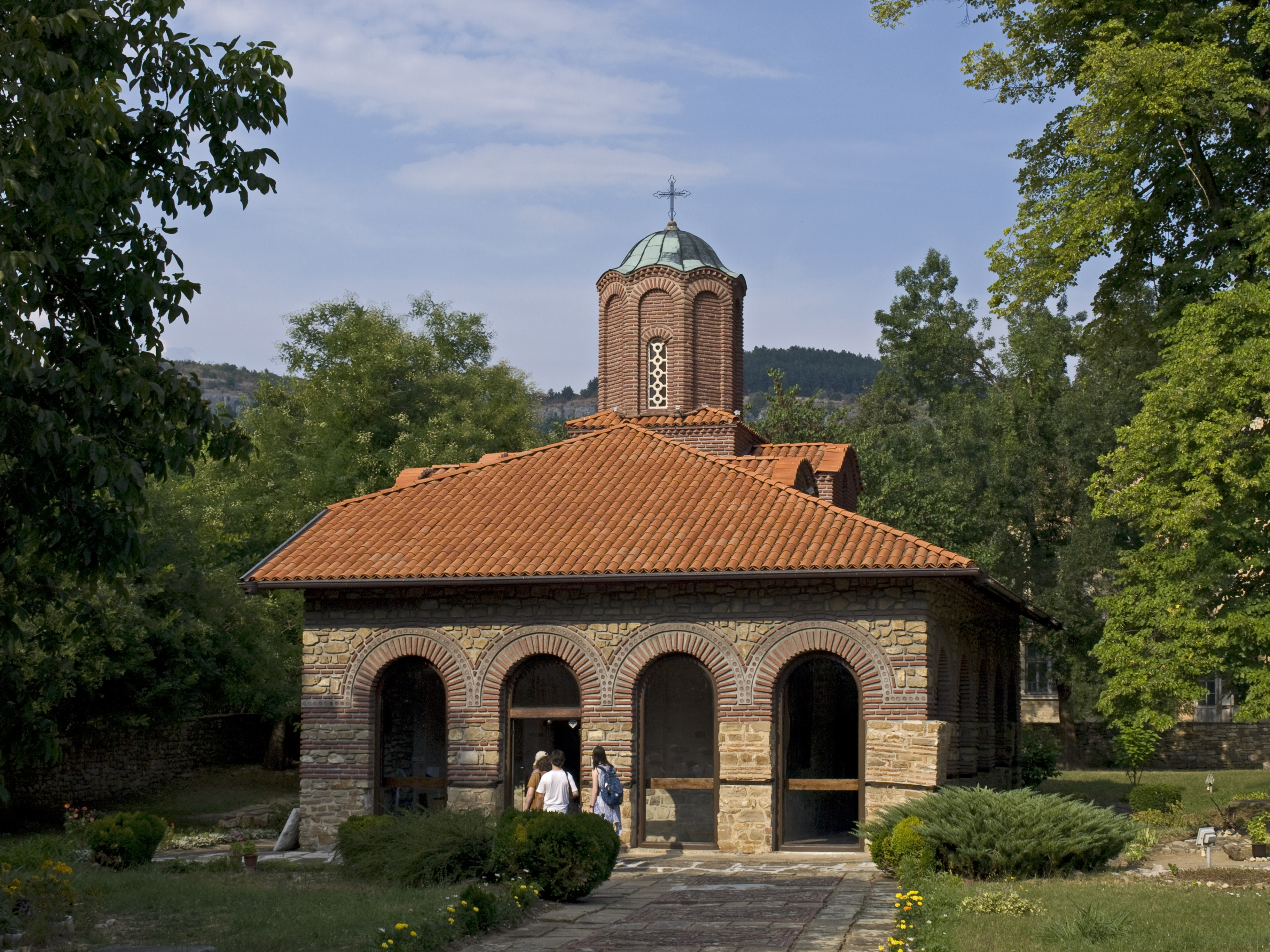
Orthodoxe kerk Peter en Paul
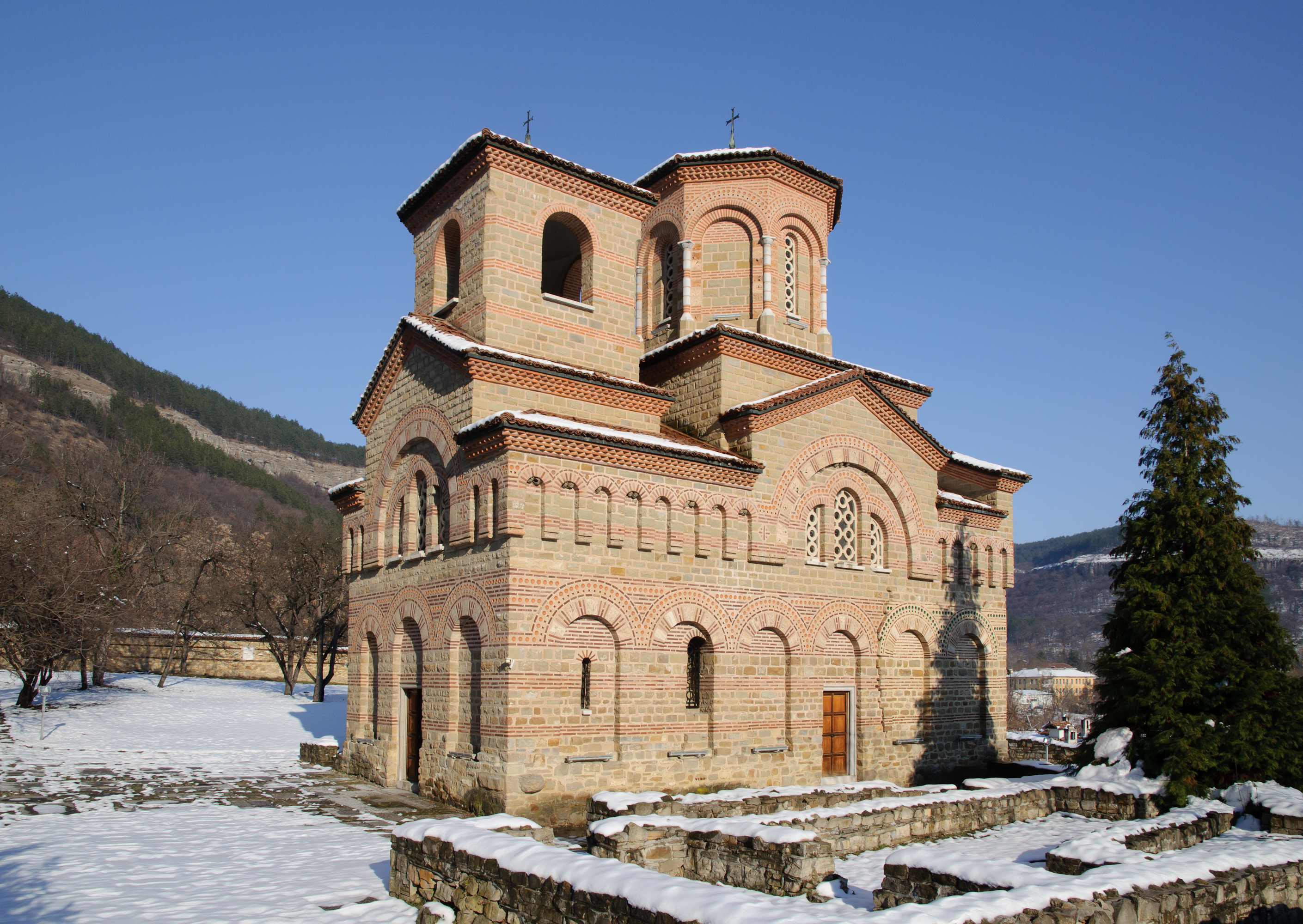
Orthodoxe kerk St. Demetrius
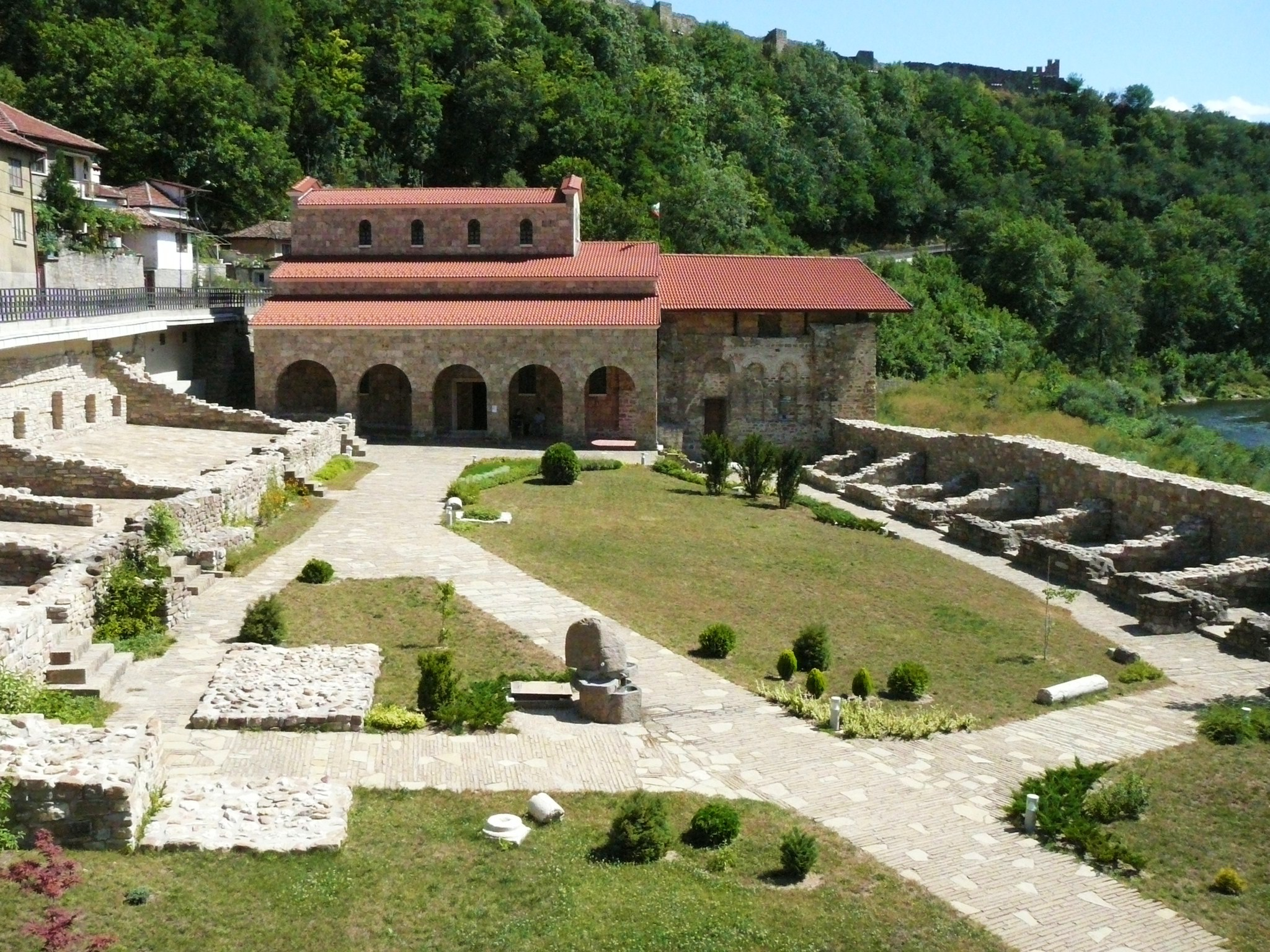
Orthodoxe kerk van de veertig heilige martelaren

## Vervoer en infrastructuur

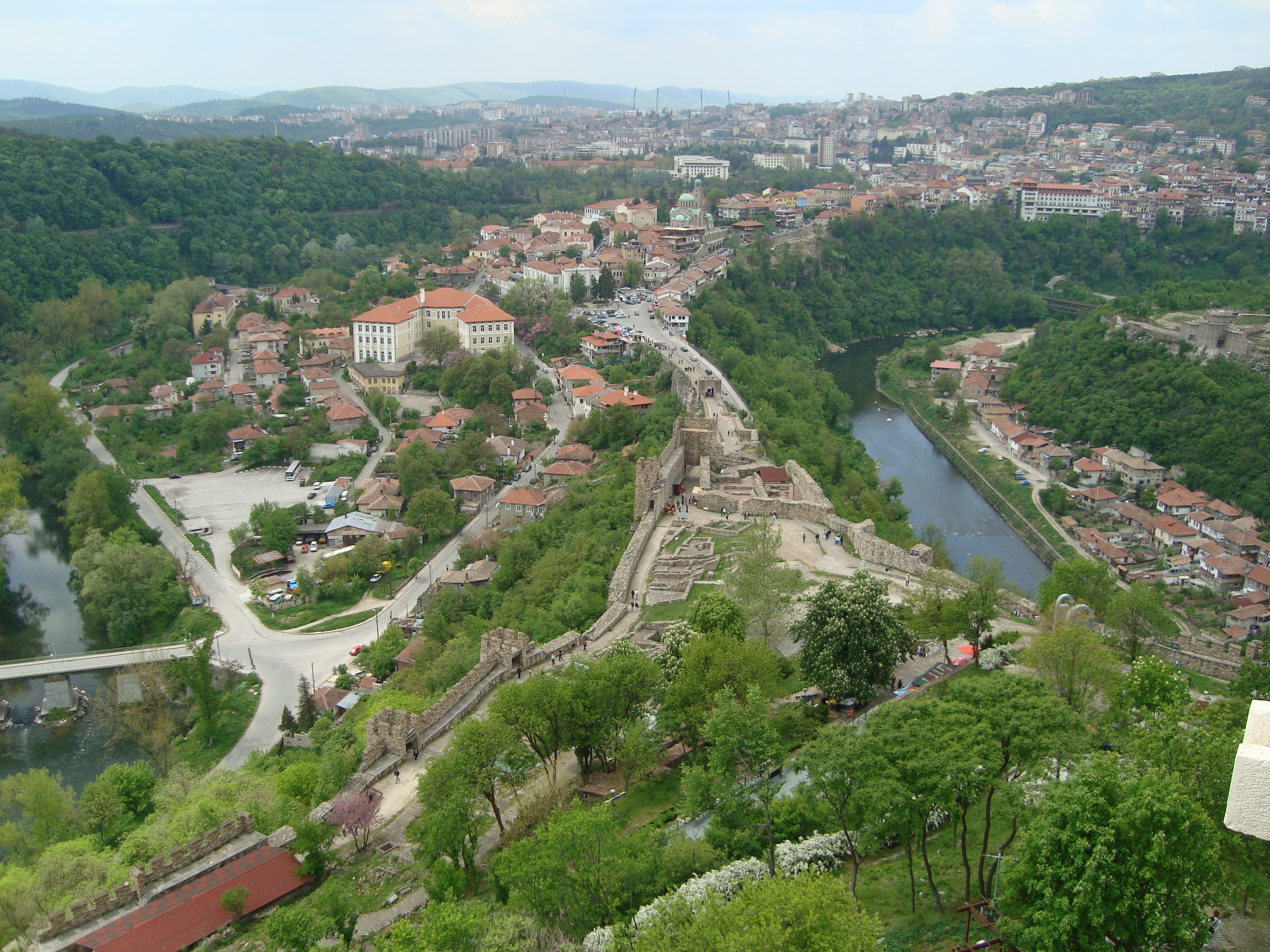

De stad is verbonden met de Europese wegen E772 en E85. De bouw van de resterende delen van de Hemus Highway Sofia - Veliko Tarnovo - Varna zou naar verwachting in 2014 beginnen. Road Junction West werd eind jaren zeventig gebouwd. Het kruist de weg Sofia - Varna en de weg van de Militaire School naar het zuidelijke deel van de nieuwe stad en Debelets. In 2000 werd een wegknooppunt Zuid gebouwd, waarop de wegen Sofia - Varna en Ruse - Stara Zagora elkaar kruisen.

## Sport
FC Etar 1924 Veliko Tarnovo is de betaaldvoetbalclub van Veliko Tarnovo. De club werd in 1991 landskampioen van Bulgarije.

## Geboren
- Stefan Nikolov Stambolov (1854-1895), politicus en premier
- Krasimir Balakov (29 maart 1966), voetballer
- Maria Ilieva (1 december 1977), zangeres